# Garibaldi (Brasile)
Garibaldi è un comune del Brasile nello Stato del Rio Grande do Sul, parte della mesoregione del Nordeste Rio-Grandense e della microregione di Caxias do Sul.

## Storia

### Fondazione
La maggior parte della popolazione è di origine italiana, veneti soprattutto. La città, sorta nel 1900 è famosa per la sua produzione vinicola tanto da essere definita la "capitale dello spumante".

### Etimologia
Il nome è un omaggio al rivoluzionario italiano Giuseppe Garibaldi e alla moglie brasiliana, Anita Garibaldi, che combatterono per l'indipendenza dello Stato brasiliano del Rio Grande do Sul.
Garibaldi è la città centrale della "Maria Fumaça", una linea ferroviaria turistica, insieme alle città di Carlos Barbosa e Bento Gonçalves.

### Gemellaggi
Un patto di stretta amicizia lega la città di Garibaldi alla città di Conegliano in Veneto.